# Филс

10 филсов, Бахрейн, 1992 год

Филс (араб. فلس‎) — разменная денежная единица, используемая во многих арабских странах, например в Ираке. «Филс» — это форма единственного числа в арабском языке. Формой множественного числа этого слова в арабском языке является «фулу́с» (فلوس).
Слово «филс» на арабском также обозначает «деньги» и происходит от фоллиса, названия древнеримской монеты.
- 1 бахрейнский динар = 1000 филсам
- 1 иракский динар = 1000 филсам
- 1 иорданский динар = 1000 филсам
- 1 кувейтский динар = 1000 филсам
- 1 дирхам ОАЭ = 100 филсам
- 1 йеменский риал = 100 филсам